# George W. Pepper

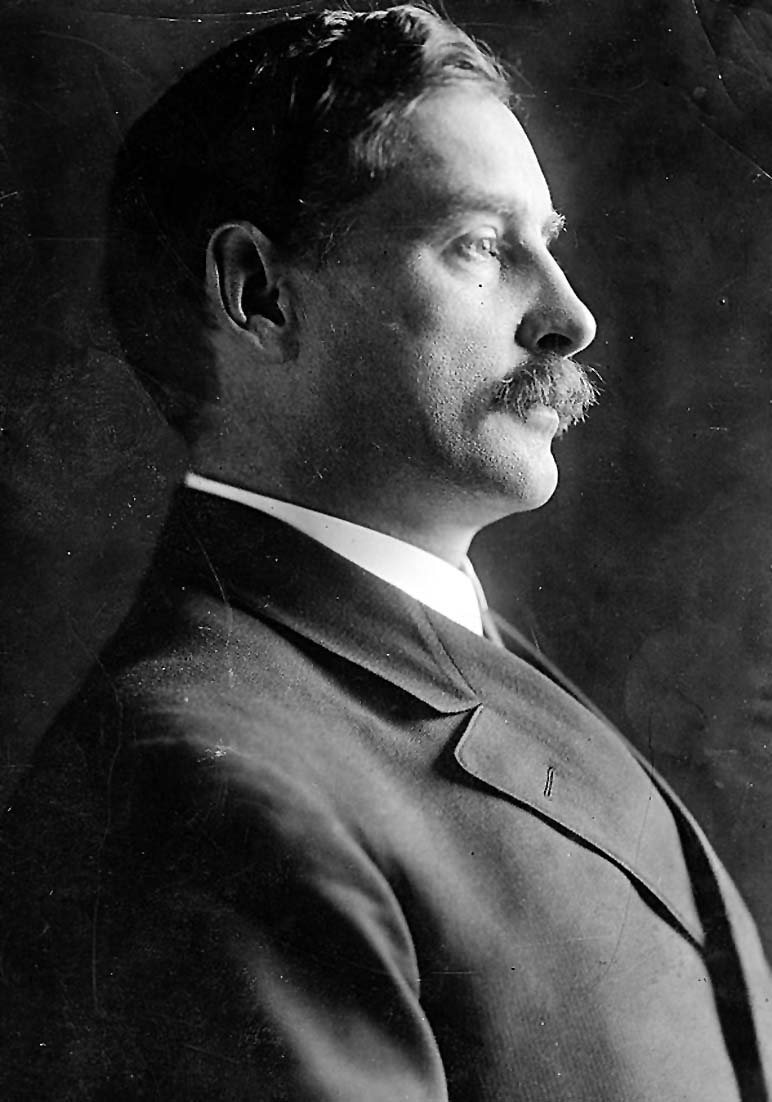
George W. Pepper

George Wharton Pepper (* 16. März 1867 in Philadelphia, Pennsylvania; † 24. Mai 1961 in Devon, Chester County, Pennsylvania) war ein US-amerikanischer Politiker. Zwischen 1922 und 1927 vertrat er den Bundesstaat  Pennsylvania im US-Senat.

## Werdegang
George Pepper studierte bis 1887 an der University of Pennsylvania in Philadelphia. Nach einem anschließenden Jurastudium an der gleichen Universität und seiner im Jahr 1889 erfolgten Zulassung als Rechtsanwalt begann er in Philadelphia in seinem neuen Beruf zu arbeiten. Zwischen 1894 und 1910 war er Professor für Rechtswissenschaften an der University of Pennsylvania. 1897 wurde er in die American Philosophical Society und 1901 in die American Academy of Arts and Sciences gewählt. Seit 1911 bis zu seinem Tod 60 Jahre später war er auch Kurator dieser Universität. Im Jahr 1915 hielt er auch Vorträge an der Yale University.
Politisch war George Pepper ursprünglich Mitglied der  Demokratischen Partei. Im Jahr 1892 wechselte er aber zu den Republikanern. Während des Ersten Weltkriegs war er Vorsitzender des Nationalen Verteidigungsrats für Pennsylvania (Pennsylvania Council of National Defense). In den Jahren 1920 und 1921 gehörte er einem Verfassungskonvent seines Staates an. Nach dem Tod von US-Senator Boies Penrose wurde Pepper zu dessen Nachfolger als Class-3-Kategorie Senator in den Kongress gewählt. Dieses Amt übte er zwischen dem 9. Januar 1922 und dem 3. März 1927 aus. Zwischenzeitlich war er Vorsitzender des Ausschusses Committee on the Library, der sich mit der Kongressbibliothek befasste. Außerdem gehörte er dem Committee on Printing an. Im Jahr 1926 unterlag er in umstrittenen Vorwahlen seiner Partei gegen William Scott Vare, der dann auch die eigentlichen Wahlen gewann und am 4. März 1927 Peppers Nachfolger im Senat wurde, ohne allerdings offiziell bestätigt worden zu sein. (Im Jahr 1929 wurde Vare offiziell aus dem Senat ausgeschlossen. Das lag daran das auch die eigentlichen Wahlen von Manipulationsvorwürfen überschattet waren). Von 1922 bis 1928 gehörte Pepper auch dem Bundesvorstand seiner Partei an.
Nach dem Ende seiner Amtszeit im Kongress praktizierte George Pepper als Rechtsanwalt in Philadelphia. Er beobachtete auch weiterhin das politische Geschehen und war in den 1930er Jahren ein entschiedener Gegner der New Deal Politik von Präsident Franklin D. Roosevelt. Pepper war während seines gesamten Lebens aktiv in der Episkopalkirche, in der er auch auf verschiedenen regionalen Kirchenversammlungen und auf Bundesebene tätig war. Er starb am  24. Mai 1961 in Devon. Seit dem 3. März jenes Jahres war er der älteste noch lebende US-Senator.